# 荒川友雪
荒川 友雪（あらかわ ともゆき、1952年7月11日 - ）は、日本の陶芸家。作陶名は友雪（ゆうせつ）。

## 経歴
愛知県豊田市八草町（旧・愛知県西加茂郡猿投町大字八草）出身。農家の三男として生まれる。25歳のとき、陶芸の道へと進む。主に愛知県周辺を中心として活躍し、県内外の多くの窯場の作陶指導と穿窯（あながま）築窯の指導に携わる。「男のやきもの」第116回 荒川友雪の薄平鉢『週刊ポスト』1992年9月第4週参照。
良質な天然土と薪燃料の穿窯（あながま）を求めて日本中を放浪し、古の陶工本来の姿を追及。多数の個展開催実績があり、NHK TV『作法の極意』やCBC TV『板東英二の名古屋そこ知り』のテレビ出演、週刊ポストの『男の焼き物』など、毎日新聞を始め多くのメディアに露出。西部邁、田原総一朗を始めとして各界に幅広い人脈をもつ。荒川の陶房「天河窯（てんこうよう）」は、田原総一朗が名付けたものである。
日本浪漫派の流れを汲み、三島由紀夫・高橋和巳を芸術精神の源流とする。作陶開始期より、公募展の賞取りレースの持つ精神磨耗性や前近代性を見抜き、一切の公募展との関わりを否定。それよりも、現代社会に於ける芸術家の役割りを重視し、多くの社会事象に積極的に発言する。
特に環境問題には敏感に反応し、2005年開催の愛知万博ではその万博の実相を『イカサマ環境博事件』の造語でもって一蹴し、愛知万博に疑問を持つ環境派たちから高い評価を受ける。愛知万博拡大案の撤廃活動では、愛知万博で当初予定していた投入予算2兆5千億円が1兆5千億円となり、1兆円もの税金投入が回避されたとみられる。
又、設楽ダム建設問題にも立木トラスト等で積極的に反対姿勢をとる。直近の取り組みは入会権問題であり、2011年12月時点で名古屋地裁岡崎支部にて原告係争中。入会権=環境権が持論。

## 社会活動
- 1999年10月、愛知万博の会場予定地・瀬戸市の海上の森での万博開催に疑問を呈し、同所にて大自然をギャラリーとして「文明の墓標」と題する自作の13個の焼き物を並べた野外展を開き、「開発」の意味を問うた[5]。
- 廃止が計画された名鉄三河線猿投・西中金間の存続運動を盛り上げるため、西中金駅に近い豊田市力石町の石野公民館で開催された2001年4月の「石野竹の子まつり」に、同線を利用して訪れた来場者へ自作の茶碗を贈ることを発案[6]。

## 個展
- 東京日比谷画廊
- 名古屋名鉄百貨店美術部
- 愛知県瀬戸市海上の森（かいしょうのもり）での反愛知万博展
- ホテルシーパレスリゾート１階ギャラリー

## 代表作品
- 『ザロモ』
- 『フォアボルゲンナイト』
- 『バベル』
- 『ペラペラ手平向付』
- 『猿投志野』
- 『平谷唐津』
- 『初源』

## 器作品納入実績
- 南津軽錦水
- 四谷會心
- 名古屋かぶと - ウェイバックマシン（2013年6月26日アーカイブ分）